# BYOB
BYOB（英語：Bring Your Own Bottle；自備酒瓶），它也可以是 Bring Your Own Beer 或 Bring Your Own Booze 的英文縮寫，前面兩者的意思都是請自備啤酒。英文字 booze 這個字眼，是酒精飲料的俚語字。在BBQ烤肉活動裡，它也可以是 Bring Your Own Beef（自備牛肉）的意思；在環保方面裡，它還可以是Bring Your Own Bag（自備袋）的意思。
英文縮寫字 BYOB 最常用在類似的派對活動上，特別指出活動主持人不會主動提供酒精飲料，而且非常歡迎客人自行攜帶他們的飲料和食物。它也最常使用在正式的酒吧、餐廳和脫衣舞夜總會，但是要注意的是，這些地方是沒有酒精飲料販售許可證而無法販賣酒精飲料，或者是不主動提供販賣酒精飲料；與它相同含意的英文字是 brownbagging（自備紙袋）。
有幾句相同縮寫的英文句子，但是這些英文句沒有被廣泛使用，也沒有被正式承認過，只有寫出整句英文句子時才可以了解它們的含意。舉例來說，Bring Your Own Bagels（自備甜甜圈）、Bring Your Own Bhang（自備印度麻藥；自備大麻）、Bring Your own Bat'leth（自備克林貢長彎刀，這句話曾用在影集星艦奇航記）、Build Your Own Box（自行製作包裹用的紙箱），前面這幾句話被歸類為駭客行話。這個英文縮寫是個非常流行的縮寫字，它可以依照人們的需要而使用在不同的地方，而不是僅限於環保字眼。
BYOB 起源於 Build Your Own Burger（自備漢堡），也是在巴基斯坦喀拉蚩一個客製化美食漢堡餐廳的名稱。

## 其他地區的用法
在澳洲，在口語的使用上，稍微地改寫成 BYOG，意思是 Bring Your Own Grog（自備烈酒）。最常用在派對活動上，主要是希望客人們可以自行攜帶自己的酒精飲料。
在香港，BYOB 就是 Bring Your Own Bag（自備提袋）的縮寫，在 1990 年代的公共廣告，是一個具有環保意識的環保運動，鼓勵人們減少塑膠購物袋的使用量。而在新加坡，這個英文縮寫字也被拿來推廣使用，在當地，每個月的第一個星期三就是 BYOB 日（自備提袋的活動日），鼓勵人們降低塑膠袋的使用與庫存量。
在加拿大的卡爾加里，在 Calgary Stampede（卡爾加里遊樂園）的活動期間，它被解釋為 Bring Your Own Both（自備酒肉），在這裡的 Both 就是指啤酒與牛肉。在活動期間，當地的街頭俚語裡，有時候也被認為是Bring Your Own Breasts（自備乳房），這個解釋是出自一間有名的牛仔夜總會，他們替店內的女服務生出錢隆乳。
在菲律賓，BYOB 就是 Bring Your Own Baon（自備食物）的縮寫；baon 是他加祿語，意思是食物。這是在派對活動裡最普遍的用法，讓客人們知道在聚餐時要自行攜帶自己的食物。

## 詞的起源
這個英文縮寫字首次用在網際網路線上資料的時間大約在 1970 年代初期，主要的意思是 Bring Your Own Bottle（自備酒瓶），其他的解釋意思和用法才是後來引申出來的。
然而，這個英文縮寫字的起源是可以被拿到交互討論的，BBC 最流行的電視影集 Balderdash & Piffle（暫譯：胡言亂語與胡扯），聽說這個電視節目向觀眾們挑戰關於它被牛津英語詞典官方認定是稀有字詞的說法以及起源的日期，而引起很多人對於這個英文縮寫字的討論。而對於這個英文縮寫字的另一個意思，也可以解釋成，在第 19 世紀初期，它曾被當成是社交俚語，被用在團體的郊外聚餐，當時是解釋為 Bring Your Own Basket（自備餐籃）。「餐籃」這個字眼 Basket 除了包括聚餐用的食物之外，當然也被認為是包括酒精飲料，一般相信這個說法並不是它出名的主要原因。Modern Drunkard Magazine（現代醉漢雜誌）網站傾向支持這類的說法。
大多數人普遍認為這個英文縮寫字，它最初應該出自 1950 年代酒鬼和醉漢的口中，這個說法是對於這個縮寫字的另一個解釋版本，但是它的起源到目前為止仍然被英美兩國人士相互爭論。

## 外部連結
- （英文） BYOBs.com，這是一個可搜尋BYOB餐廳的查尋系統
- （英文） http://takealotofdrugs.com/2006/05/screw-you-how-much-it-costs-to-byob.html（页面存档备份，存于），加州橘郡餐廳的小費列表
- （英文） Modern Drunkard Magazine（現代醉漢雜誌），喝酒時使用相關文句的歷史與起源
- （英文） http://www.oed.com/bbcwords/（页面存档备份，存于），在牛津英語詞典線上查尋系統，查尋BBC電視影集 Balderdash and Piffle 使用的特定英文字彙
- （英文） Bring Your Own Bag（页面存档备份，存于），一個「請自備環保袋」的商業網站
- （英文） Bring Your Own Bag Designs（页面存档备份，存于），一個在加拿大專門設計「請自備環保袋」的商業網站